# Свечане
Свечане (словен. Svečane) — поселення в общині Шентиль, Подравський регіон‎, Словенія.